# Melsunger Bergland

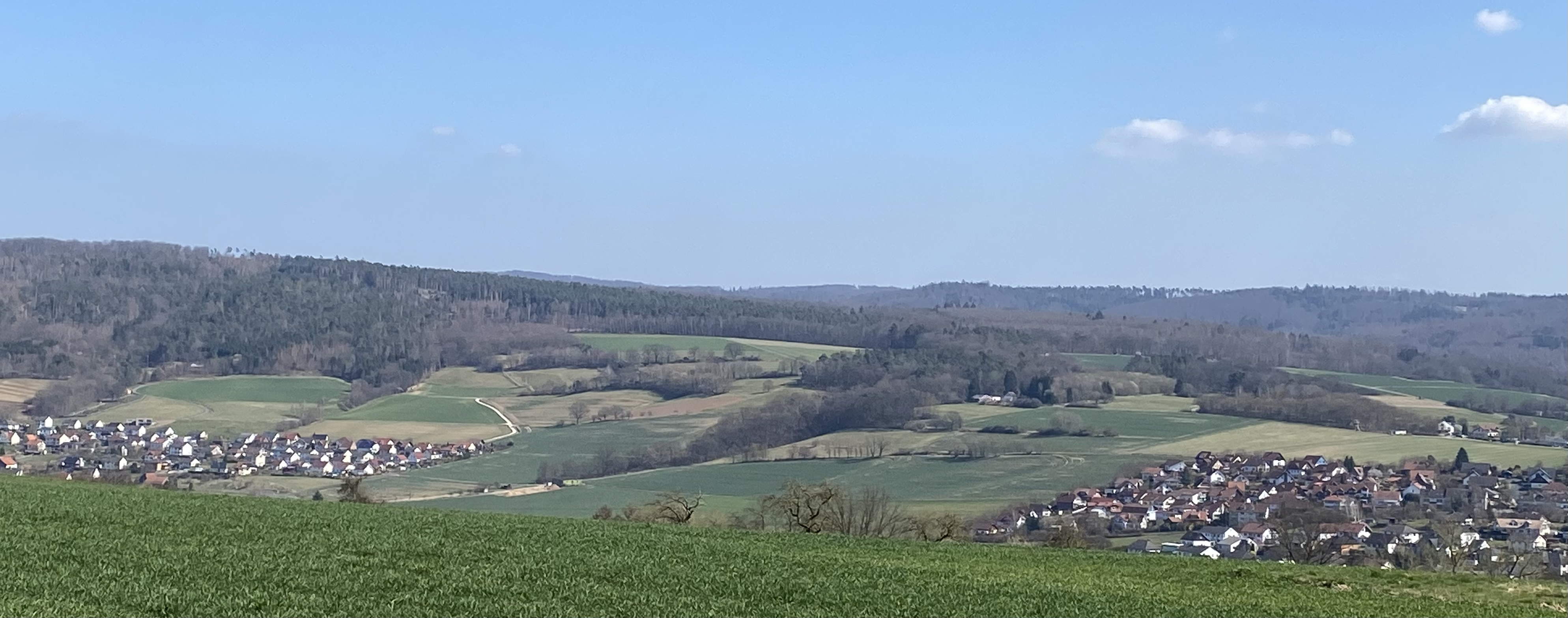
Melsunger Bergland hinter Melsungen und Schwarzenberg

Das Melsunger Bergland ist ein größtenteils bewaldeter Naturraum des Fulda-Werra-Berglandes in Nordhessen, Deutschland. Er besteht in der Hauptsache aus dem sich in Form eines nach Südsüdwesten offenen Hufeisens um den namensgebenden Ort Günsterode ziehenden und bis 563,7 m ü. NN hohen Bergrücken der Günsteröder Höhe und seinen Abflachungen in (süd-)westliche Richtungen. Die Erhebungen des Berglandes bestehen hauptsächlich aus Buntsandstein.

## Geographische Lage und Grenzen
Das Melsunger Bergland liegt zwischen der namensgebenden Stadt Melsungen (Südwesten), Morschen (Süden), Spangenberg (Südosten), Hessisch Lichtenau (Nordosten) und Körle (nördlicher Westen).
Die Nordwest- und Nordgrenze ist das Tal der Mülmisch, hinter dem sich die Söhre anschließt, die West- und Südgrenze das Bebra-Melsunger-Fuldatal mit der Fulda, das den Höhenzug deutlich vom Homberger Hochland im Westen und vom Neuenstein-Ludwigsecker Höhenzug im Süden – beides Vorboten des Knüll – trennt.
Eine nicht ganz so strenge Trennlinie bildet im Osten die Spangenberger Senke zum Stölzinger Gebirge. Im Süden dieser Senke fließt der Eubach der Fulda zu, im Norden folgt sie dem Essebach bis zu dessen Mündung in die Pfieffe, deren Unterlauf das Bergland in Ost-West-Richtung durchfließt und einen kleineren Südteil um den 466,9 m hohen Wildsberg abtrennt.
Am Nordosthang der Günsteröder Höhe fällt das Bergland vom Himmelsberg (563,7 m) schroff zum Hessisch-Lichtenauer Becken ab, wo ihm im Westen die Söhre und im Norden der Kaufunger Wald, im nördlichen Osten der Hohe Meißner und im südlichen Westen weiterhin das Stölzinger Gebirge gegenüberstehen.

## Berge
Die höchsten Erhebungen des Melsunger Berglandes finden sich im Nordosten der Günsteröder Höhe, in unmittelbarer Nähe zum Hessisch-Lichtenauer Becken. Vom durch die Pfieffe abgetrennten Südteil am Wildsberg abgesehen, sind alle Gipfel mehr oder weniger Ausläufer dieses Höhenzuges, dessen exakte Grenzen nicht konkret festgelegt sind. Auf manchen Karten wird mit Günsteröder Höhe nur der Höhenschwerpunkt zwischen Himmelsberg und Pentersrück im Nordosten bezeichnet, auf anderen das gesamte Hufeisen.
Folgende Erhebungen gehören zum Melsunger Bergland – mit Höhen jeweils in Meter (m) über Normalnull (NN):
- Himmelsberg (563,7 m) – äußerster Nordosten, südwestlich Hessisch Lichtenaus
- Pentersrück (562,2 m) – 1,3 km südsüdwestlich des Himmelsberges (früher mit Aussichtsturm)
- Breiter Berg (533,2 m) – 1,3 km nordwestlich des Himmelsberges
- Finstere Höhe (503,2 m) – 3,5 km südwestlich des Pentersrück, nördlich Spangenbergs
- Salmsbachskopf (493,2 m) – westlich Günsterodes
- Wildsberg (466,9 m) – Südteil; südöstlich von Melsungen
- Heiligenberg (439,0 m) – Westen, nordöstlich Schwarzenbergs und westlich Kehrenbachs (beides Ortsteile Melsungens)

## Gewässer

### Fließgewässer
Zentrales Fließgewässer des Melsunger Berglandes ist der Kehrenbach, der nebst Quellbächen (v. a. Ohebach) im „Inneren“ der Günsteröder Höhe entspringt und in südwestliche Richtungen zur Fulda fließt.
Der Unterlauf der Pfieffe durchfließt den zentralen Süden in Ost-West-Richtung und trennt den Südteil von den Ausläufern der Günsteröder Höhe.
Flüsse an den Westausläufern der Günsteröder Höhe fließen von links der Mülmisch (Grenzfluss zur Söhre) zu, während die kurzen Bäche am Osthang der Höhe von rechts in den Essebach (Grenzfluss zum Stölzinger Gebirge) münden. Bäche am Nordhang münden demgegenüber im Hessisch-Lichtenauer Becken in die Losse.

### Stillgewässer
Zu den Stillgewässern des Melsunger Berglandes gehört der Grüne See, der im Nordwesten bei Ober-Empfershausen liegt.

## Allgemeine Quellen
- BfN
  - Kartendienste
  - Landschaftssteckbrief: Fulda-Werra-Bergland